# Scorzonera rigida
Scorzonera rigida là một loài thực vật có hoa trong họ Cúc. Loài này được auch. ex DC. miêu tả khoa học đầu tiên năm 1838.